# Детские деревни — SOS

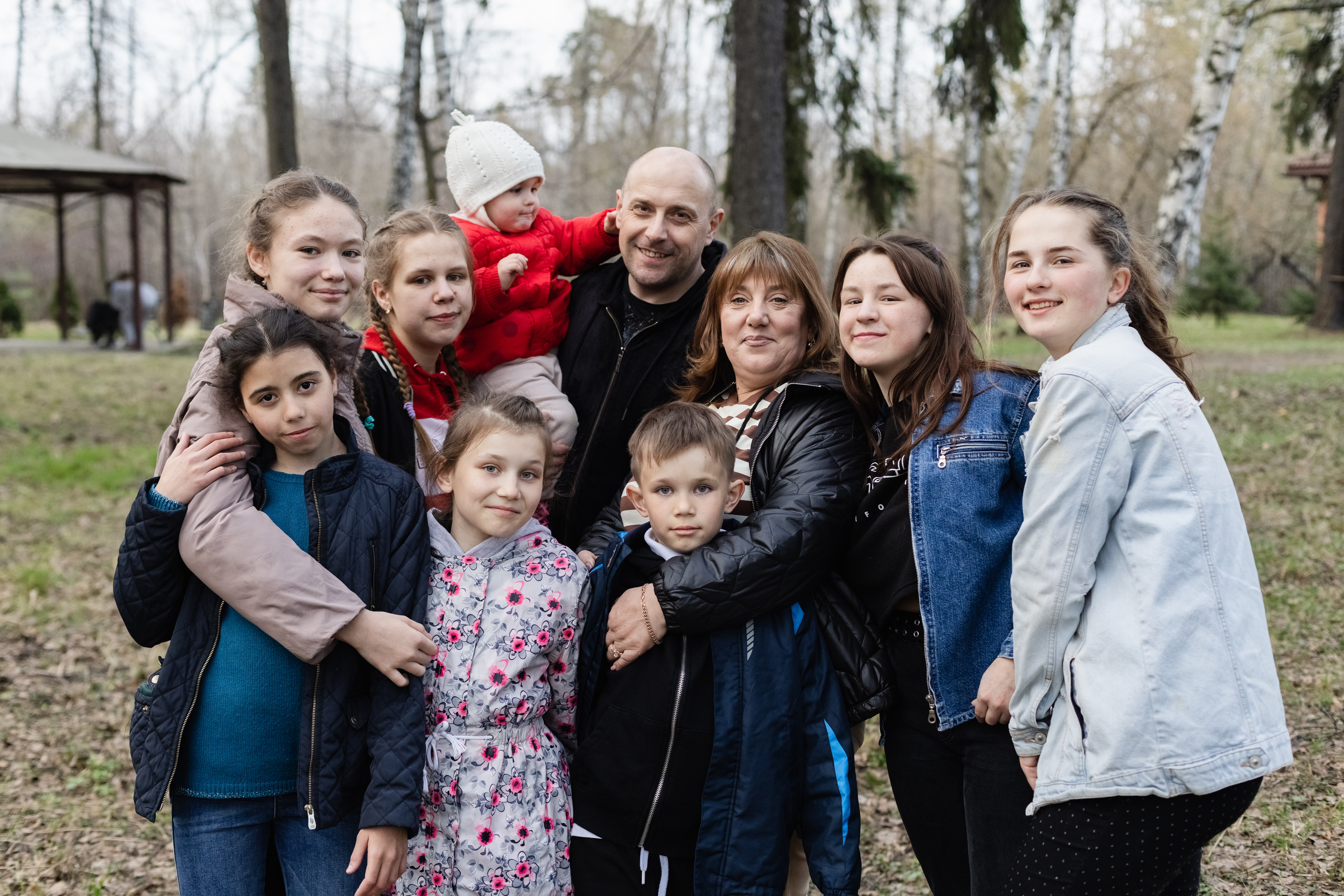
Приёмная семья, находящаяся на сопровождении в Детской деревне SOS Томилино. В 2021 году Детской деревне SOS Томилино исполнилось 25 лет.

SOS Детские деревни (нем. SOS-Kinderdörfer, англ. SOS Children's Villages) — международная благотворительная организация по поддержке детей-сирот, детей, оставшихся без попечения родителей, и детей, которым грозит потеря семьи. Аббревиатура SOS в названии организации — сокращение фразы «социальная поддержка» (англ. social support), которое также соотносится с международным обозначением сигнала бедствия SOS.

## История

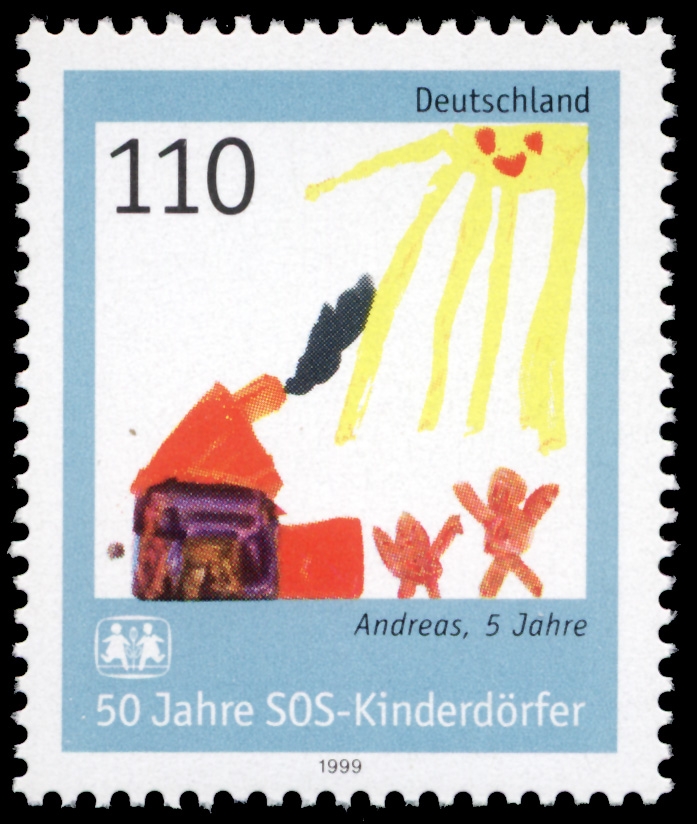
Немецкая марка 1999 года, выпущенная в честь 50-летия движения

Первая Детская деревня SOS открылась в 1949 году в городе Имст (Австрия) для детей, потерявших родителей во время Второй мировой войны. Основатель организации Герман Гмайнер (1919—1986) говорил, что, если ему удастся построить хотя бы три Детских деревни SOS в Австрии, его жизнь будет прожита не зря. В более чем 130 странах работают более 550 деревень.
Первая российская Детская деревня SOS была открыта в 1996 году в Томилино под Москвой. Инициатором создания российской благотворительной организации «Детские деревни SOS» стала журналист «Комсомольской правды» Елена Сергеевна Брускова (1926—2014) при поддержке Советского детского фонда им. В.И. Ленина в лице его основателя Лиханова Альберта Анатольевича. До этого вышло соответствующее Постановление Совета министров СССР № 569 от 07 июня 1990 года о создании «детских городков для детей-сирот и детей, оставшихся без попечения родителей»

## По странам

### Россия

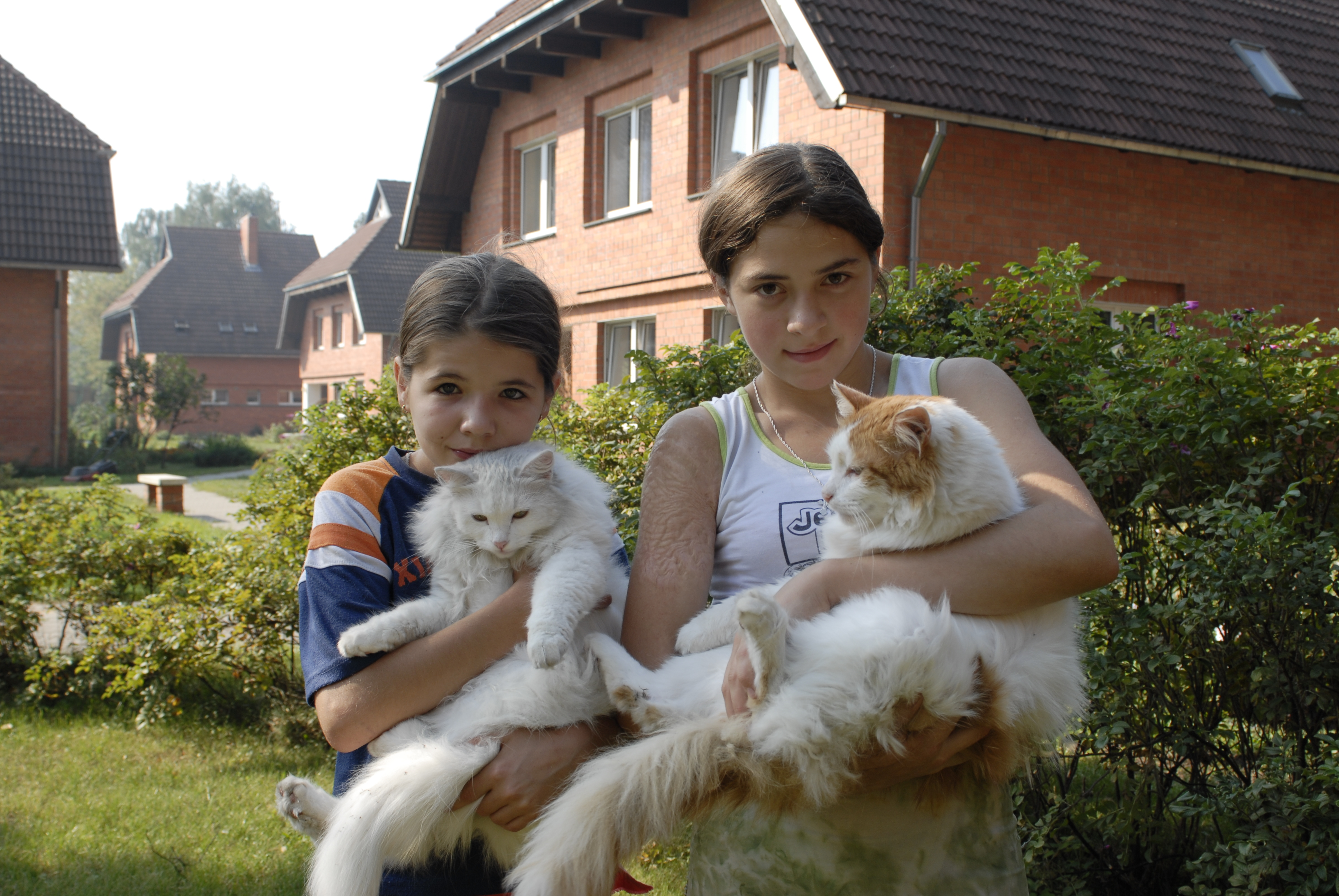
Детская деревня SOS Томилино

Российская благотворительная организация «Детские деревни SOS» начала свою работу в 1994 году. Первая российская Детская деревня SOS была открыта для замещающих семей в подмосковном Томилине в 1996 году. На территории России работают шесть Детских деревень SOS в Томилино, Лаврово, Пушкине, Кандалакше, Пскове, Вологде) и один Дом молодёжи SOS Санкт-Петербург.
В 2024 году благотворительная организация «Детские деревни SOS» отмечает свой юбилей – 30 лет. За это время более 500 ребят из различных форм опеки из шести Детских деревень SOS вышли во взрослую самостоятельную жизнь. В среднем 545 детей живут и воспитываются в SOS- и сопровождаемых приёмных семьях (включая кровных детей из приёмных семей). Более 150 семей ежегодно получают поддержку.
В 12 регионах России работают программы профилактики социального сиротства и укрепления семьи «Детских деревень SOS» – сегодня ключевое направление деятельности организации. Помощь кровным семьям в кризисе оказывается в Москве и Московской области, Санкт-Петербурге и Ленинградской области, в Новгородской, Псковской, Орловской, Вологодской и Мурманской областях, в Республике Татарстан, а также в содружестве с местными профессиональными сообществами и «контактными» (волонтёрскими) семьями в г. Свободный Амурской области и Ульяновской области. Психологи, специалисты по социальной работе, юристы ведут комплексную работу с кровными семьями, развивая способность родителей воспитывать и защищать своих детей. Помогая взрослым преодолевать трудные жизненные ситуации, специалисты возвращают детям детство, любящий дом с родителями и чувство защищённости.
В среднем в течение года «Детские деревни SOS» сопровождают 2 000 семей, которые воспитывают более 3 000 детей от 0 до 18 лет. За время работы программ профилактики социального сиротства и укрепления семьи организации удалось поддержать более 20 000 семей, в которых воспитывается более 29 000 детей, сохранив семью для этих детей. Более 90% семей с помощью программ помощи преодолевают кризис и становятся самодостаточными в вопросах заботы и защиты своих детей.
А также «Детские деревни SOS» повышают информированность общества и местных сообществ о правах детей, а также обучают детей, сотрудников и родителей из категории благополучателей противодействию жестокому обращению с детьми.
«Детские деревни SOS» также продвигают и инициируют законодательные инициативы в области защиты прав и интересов детей. Эта работа активно ведётся в рамках коалиции «Семья с рождения». В 2021 году организация объединилась с другими социально ориентированными НКО и общественностью и создали эту коалицию. Участники коалиции вносят свой опыт, ресурсы и профессионализм, чтобы вместе с государством обеспечить каждому ребёнку возможность от 0–4 лет жить в семье и не попадать в систему институциональной опеки. В коалиции «Семья с рождения» организация «Детские деревни SOS» и партнеры работают и на уровне людей, принимающих государственные решения, и на уровне общественного мнения.
К июлю 2024 г. в проект «Семья с рождения», который запущен при поддержке Уполномоченного при Президенте Российской Федерации по правам ребёнка Марии Алексеевны Львовой-Беловой, включились уже 14 регионов. Проект включает в себя несколько направлений работы: формирование в регионах служб «Дети в семье», перепрофилирование домов ребёнка, поддержка родителей, профилактика отказов от детей раннего возраста, ранняя помощь, межведомственное и межсекторное взаимодействие.
Организация бесплатно помогает детям, молодым людям, вступающим во взрослую самостоятельную жизнь, и семьям в кризисе. И эта работа возможна только благодаря пожертвованиям неравнодушных людей – российских частных лиц и компаний-партнёров.
Президент благотворительной организации «Детские деревни SOS» — главный редактор газеты «Пионерская правда» Михаил Баранников. В правление организации входит также первый проректор ВШЭ Лев Якобсон. Исполнительный директор — Николай Слабжанин, лауреат Государственной премии Российской Федерации за выдающиеся достижения в области благотворительной деятельности 2023 года.

### Беларусь
Детские деревни — SOS начали работу в Беларуси в 1991 году, на территории Республики действуют три детские деревни — SOS в Боровлянах, Марьиной Горке и Могилеве. Первая деревня — Боровляны — была создана в 1995 году.

### Казахстан
В августе 1994 года начала свою работу Национальная ассоциация «SOS Детские Деревни Казахстана» по инициативе Сары Назарбаевой.
На 2009 год в «SOS Детской деревне Алматы», в «SOS Детской деревне Астана» и «SOS Детской деревни Темиртау», проживало более 250 детей.

### Украина
Украина фонд «СОС Детские городки» работает с 2003 года. В 2006 году зарегистрирована Минюстом, на 2013 год местное представительство носит официальное название Международная благотворительная организация «Благотворительный фонд» СОС Детские городки ". В 2009 году построен первое на Украине СОС-городок для 13 семей в Броварах. Также фонд поддерживает другие семьи, которые оказались в трудной ситуации. Эти проекты реализуются совместно с Центрами социальных служб для семьи, детей и молодежи Подольской районной государственной администрации Киева и Броварского городского совета. В рамках этой программы получают помощь 475 детей (340 в Киеве и 135 в Броварах). Благодаря усилиям «СОС Детские городки», партнерских организаций и городских властей в Броварах воспитания детей-сирот и детей, лишенных родительской опеки осуществляется в семейных формах, а не в интернатах, как было с советских времен.
СОС-городок в Броварах строилось не только на собственные средства, но и на средства спонсоров. Среди них FIFA, промышленные предприятия Швеции, а также тысячи простых людей, которые перечисляют на нужды детей-сирот средства.
С 2012 года в Луганске внедрена программа реинтеграции детей, оказавшихся в интернатных заведениях по социально-экономическим причинам (малообеспеченность, неполные семьи). В 2012—2014 годы предполагается обеспечить семьям, которые отдали детей из-за бедности, помощь для воссоединения с их детьми и предоставить числа семей в сложных жизненных обстоятельствах услуги для предупреждения попадания детей в интернаты.

## Критика
В январе 2018 эфиопское подразделение ассоциации было обвинено в поддержке ислама, в том числе в принудительном обращении детей в эту религию. Организация отрицает эти обвинения, но признала, что мечеть (сейчас закрытая) была построена на её земле, что противоречит её же политике.